# 解放门 (西安)
34°16′40″N 108°57′29″E / 34.27765°N 108.95814°E

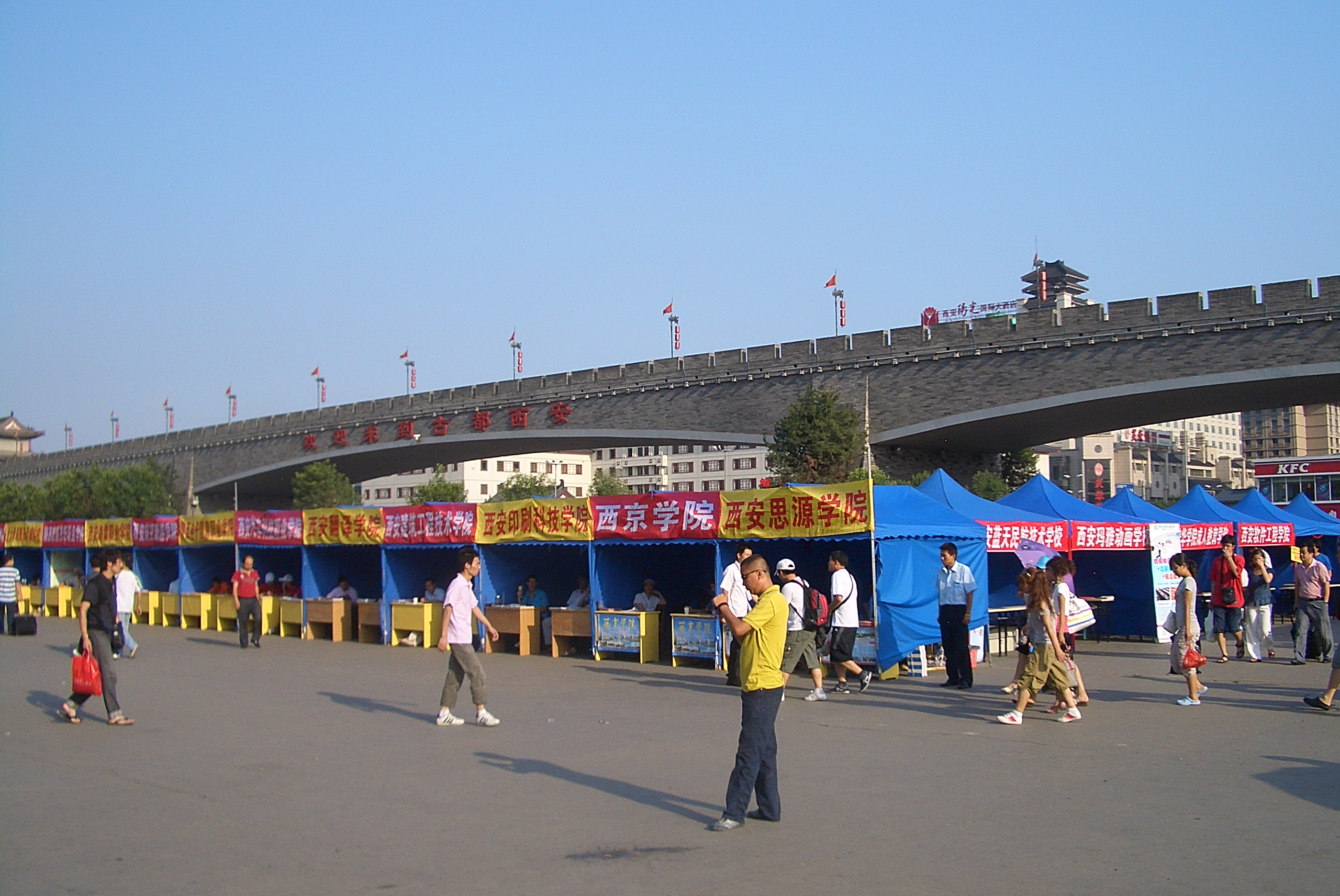
解放门

解放门，原名“中正门”，是西安城墙北侧的一座城门，位于安远门以东，解放路北端，西安火车站南侧，1934年开辟。

## 历史
民国23年12月（1934年），陇海铁路通车西安，火车站设于尚仁路（后称中正路、今解放路）北端城墙外，故于此处开辟城门，砌双券洞。初名“火车站城门”。民国24年2月（1935年），改称“中正门”。
1949年7月，改名“解放门”，原中正路亦改名“解放路”。1952年，因扩建火车站广场，拆除解放门，开为豁口。2003年12月30日，西安城墙火车站段连接工程动工实施，以重建解放门，另建尚勤门、尚俭门。2004年12月26日，解放门工程竣工，以三个大跨度的拱桥式城门连接原豁口，自此西安城墙历史遗留之豁口全部修复完成，实现整体贯通。

## 地理位置
解放门内为解放路，城门外为西安火车站广场。